# Żytowice (gromada)
Żytowice – dawna gromada, czyli najmniejsza jednostka podziału terytorialnego Polskiej Rzeczypospolitej Ludowej w latach 1954–1972.
Gromady, z gromadzkimi radami narodowymi (GRN) jako organami władzy najniższego stopnia na wsi, funkcjonowały od reformy reorganizującej administrację wiejską przeprowadzonej jesienią 1954 do momentu ich zniesienia z dniem 1 stycznia 1973, tym samym wypierając organizację gminną w latach 1954–1972.
Gromadę Żytowice siedzibą GRN w Żytowicach utworzono – jako jedną z 8759 gromad na obszarze Polski – w powiecie łaskim w woj. łódzkim, na mocy uchwały nr 31/54 WRN w Łodzi z dnia 4 października 1954. W skład jednostki weszły obszary dotychczasowych gromad Wymysłów, Wola Żytowska, Żytowice i Wymysłów Francuski (bez enklawy położonej w dotychczasowej gromadzie Markówka) ze zniesionej gminy Dobroń oraz obszary dotychczasowych gromad Janowice i Wysieradz ze zniesionej gminy Wiewiórczyn w tymże powiecie. Dla gromady ustalono 11 członków gromadzkiej rady narodowej.
Gromadę zniesiono 31 grudnia 1961, a jej obszar włączono do gromad: Górka Pabianicka (wieś i parcelę Janowice, wieś Wola Żytowska, wieś Wyszeradz, wieś i kolonię Żytowice oraz wieś Żytowice Małorolne) i Dobroń (parcelę Wymysłów, wieś i parcelę Wymysłów Francuski oraz wieś Wymysłów Piaski).